# 肖剑
肖剑，中国演员，天津人，曾任职于北京军区战友文工团，在《武林外传》中饰演燕小六而被观众熟知。

## 参演电影
《武林外传》、《尊严》、《厨缘》、《卫生队的故事》和《母亲的战争》等。